# Josef Kadraba
Josef Kadraba, född 29 september 1933 i Řevničov, Tjeckoslovakien (idag i Tjeckien), död 5 augusti 2019, var en tjeckisk fotbollsspelare (anfallare) som tävlade för Tjeckoslovakien.

## Biografi
Mellan 1958 och 1963 spelade Kadraba totalt 17 matcher för det tjeckoslovakiska fotbollslandslaget. Han deltog i fotbolls-VM i Chile 1962, där Tjeckoslovakien tog sig till finalen men slutade tvåa efter att ha förlorat mot Brasilien, och där Kadraba gjorde ett mål i semifinalmatchen mot Jugoslavien.
Kadraba spelade huvudsakligen i SONP Kladno på klubbnivå, men även i bl.a. Sparta Prag och Slavia Prag.